# Щитовидна жлеза
Щитовидната жлеза (на латински: glandula thyroidea) е най-голямата ендокринна (с вътрешна секреция) жлеза с тегло 20 – 25 грама при възрастните. Щитовидната жлеза е ендокринна жлеза при гръбначните животни. При хората се намира в шията и се състои от два свързани лоба. Долните две трети от лобовете са свързани с тънка лента от тъкан, наречена тироиден провлак. Щитовидната жлеза се намира в предната част на шията, под адамовата ябълка. Микроскопски, функционалната единица на щитовидната жлеза е сферичният тироиден фоликул, облицован с фоликуларни клетки (тироцити) и от време на време парафоликуларни клетки, които заобикалят лумен, съдържащ колоид. Щитовидната жлеза отделя три хормона: двата хормона на щитовидната жлеза – трийодтиронин (Т3) и тироксин (Т4) – и пептиден хормон, калцитонин. Хормоните на щитовидната жлеза влияят върху скоростта на метаболизма и синтеза на протеини, а при децата – върху растежа и развитието. Калцитонинът играе роля в калциевата хомеостаза.
Секрецията на двата хормона на щитовидната жлеза се регулира от тироид-стимулиращия хормон (TSH), който се секретира от предната хипофизна жлеза. TSH се регулира от тиротропин-освобождаващ хормон (TRH), който се произвежда от хипоталамуса.
Щитовидната жлеза се развива в дъното на фаринкса в основата на езика на 3 – 4 гестационна седмица; след това се спуска пред фарингеалните черва и в крайна сметка през следващите няколко седмици мигрира към основата на шията. По време на миграция щитовидната жлеза остава свързана с езика чрез тесен канал, тироглосалния канал. В края на петата седмица тиреоглосалния канал се дегенерира, а през следващите две седмици отделената щитовидна жлеза мигрира до окончателното си положение. Еутиреоидът е терминът, използван за описание на състояние на нормална функция на щитовидната жлеза в тялото. Нарушенията на щитовидната жлеза включват хипертиреоидизъм, хипотиреоидизъм, възпаление на щитовидната жлеза (тиреоидит), уголемяване на щитовидната жлеза (гуша), възли на щитовидната жлеза и рак на щитовидната жлеза. Хипертиреоидизмът се характеризира с прекомерна секреция на хормони на щитовидната жлеза: най-честата причина е автоимунното разстройство болестта на Грейвс. Хипотиреоидизмът се характеризира с недостатъчна секреция на тироидни хормони: най-честата причина е йоден дефицит. В регионите с дефицит на йод хипотиреоидизмът, причинен от йоден дефицит, е водещата причина за предотвратими интелектуални увреждания при деца.
В регионите с достатъчно йод най-честата причина за хипотиреоидизъм е автоимунното разстройство тиреоидит на Хашимото. Наличието на щитовидната жлеза и нейните различни заболявания се отбелязват и лекуват от векове, въпреки че самата жлеза е описана и наречена едва от Ренесанса. Познанията за щитовидната жлеза, нейната биохимия и нейните нарушения се развиват в края на деветнадесети и двадесети век. Много съвременни лечения и методи на изследване се развиват през средата на двадесети век, включително усъвършенстване на хирургичните техники за отстраняване на щитовидната жлеза (тироидектомия) за лечение на гуша; използването на радиоактивен йод и тиоурацил за лечение на болестта на Грейвс; и аспирация с тънка игла за диагностика на възли на щитовидната жлеза

## Структура и хормони
Паренхимът на щитовидната жлеза е затворен в съединителнотъканна капсула и организирана в кухи сферични структури, фоликулите, които варират значително по диаметър и съдържат a желатинообразен материал, наречен колоид. Стените на фоликулите се състоят от прост епител, който лежи върху тънка базална ламина с дебелина около 50 nm. Всеки фоликул се поддържа от деликатна ретикуларна мрежа, която съдържа обширен капилярен плексус, множество нерви влакна и сляпо завършващи лимфни съдове. Фоликуларният епител се състои основно от главни (фоликуларни) клетки, които обикновено са сквамозна до кубоидална форма; зависи от функционално състояние на щитовидната жлеза, клетките могат стават колонни. Ядрата са сферични, съдържат едно или повече нуклеоли и имат централно положение. Страничните клетъчни мембрани са обединени на върха от съединителни комплекси, а луминалните повърхности носят къси микровили. Базалната плазмалема е гладка, без нагъвания. Митохондриите са равномерно разположени разпределени в цитоплазмата и варират в брой според активността на клетката. Активен клетките придобиват кубоидална форма и показват много профили на гранулиран ендоплазмен ретикулум. Неактивен клетките са плоскоклетъчни и гранулирани ендоплазмени ретикулумът е оскъден. Комплексите на Голджи обикновено имат a супрануклеарно местоположение в активните клетки и апикалната цитоплазмата съдържа множество малки везикули, лизозоми и мултивезикуларни тела. Колоидни резорбционни капчици също се намират в апикална цитоплазма. Фоликулните клетки съдържат тироидни стимулиращи хормонални (TSH) рецептори.

## Болести
Хормоните на щитовидната жлеза съдържат йод. Ако във водата или храната не се съдържа достатъчно йод, щитовидната жлеза силно нараства и причинява ендемична гуша. Недостатъчната секреция на тироксин в детска възраст води до изоставане в умственото и физическото развитие – кретенизъм. Приемането на таблетки с йод по лекарско предписание и на йодирана сол води до намаляване риска от това заболяване. Хипофункцията на щитовидната жлеза във възрастни води до болестта микседем (забавяне на сърдечната и мисловната дейност, както и на двигателните реакции). Хиперфункцията на жлезата при израснал организъм води до развиване на базедова болест.

## Физиология
Физиологични ефекти на хормоните на щитовидната жлеза Т3 (трийодтиронин) и Т4 (тироксин), включително и рТ3 (реверсивен трийодотиронин):
1. Регулират растежа и развитието
2. Усилват базалния метаболизъм, като влияят върху кислородната консумация и телесната температура
3. Действат върху нервната система: хипотиреоидизъм – апатия; хипертиреоидизъм – свръхвъзбудимост
4. Увеличават гликолизата и синтеза на холестерол в черния дроб
5. Действат в мускулите – свръхсекреция – миопатия; намалена секреция – забавени сухожилни рефлекси
6. Стимулират калциевата и фосфатна обмяна
7. Повишават катехоламиновата чувствителност на сърцето (тахикардия при хипертиреоидизъм)
8. рТ3-слаб агонист. Образува се в големи количества от Т4 при хронични заболявания, гладуване, във фетуса

Синтеза на хормоните Т3 и Т4:
1. Активен транспорт на йод в тиреоцитите (клетки на щитовидната жлеза)
2. Окислява се от ензима тиреопероксидаза, който работи с водороден пероксид като окислител
3. Йодиране на тирозинови остатъци в молекулата на тиреоглобулина – образуват се моно- и дийодтирозин
4. Куплиране на йодтирозиновите остатъци върху тиреоглобулина – образуват се Т3 и Т4
5. Хидролиза на тиреоглобулина и освобождаване на хормоните чрез ендоцитоза стимулирана от тиреотропния хормон на хипофизата и хормона тиреолиберин, отделян от хипоталамуса. А тези хормони от своя страна се инхибират по пътя на механизма на обратната връзка от продуктите на реакцията, в случая Т3 и Т4.

## Механизъм на действие
Свързват се с нуклеарни рецептори в таргентните клетки, които от своя страна предизвикват чрез каскадни реакции промени в ДНК – увеличават транскрипцията на гена за растежния хормон и така увеличават белтъчната синтеза.